# Emblema dell'Oman
L'Emblema dell'Oman è il simbolo ufficiale del paese dal 1746, anno di inizio del potere della dinastia Al Bu Sa'idi. Consiste in un khanjar nel fodero al centro di due scimitarre incrociate. 

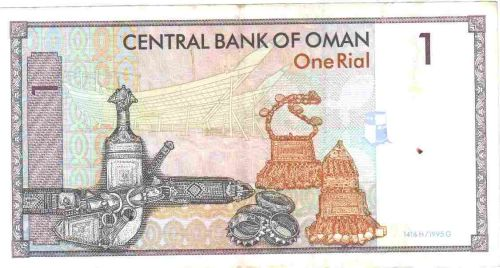
Il khanjar è rappresentato sul retro della banconota da un rial.

La janbiya (o khanjar) è il simbolo tradizionale del paese ed appare sulle banconote, sui francobolli, sulla bandiera e sugli aerei militari.